# Кришин Олег Юрійович
Олег Юрійович Кришин (нар. 27 листопада 1967, Дніпропетровськ) — український політик. Народний депутат України 8-го скликання.

## Освіта
Освіта: вища, у 1992 році закінчив Національну металургійну академію України, кваліфікація — інженер-металург; у 2004 році закінчив Національну металургійну академію України, кваліфікація — інженер-економіст.

## Трудова діяльність
Голова наглядової ради ТОВ «Вільногірське скло».

## Вибори, партійна діяльність
2010—2014 рр. Депутат Дніпропетровської обласної ради. На парламентських виборах 2014 по одномандатному виборчому округу № 34 самовисуванцем пройшов до Верховної Ради, набравши 24.29 % голосів виборців. Член фракції партії «Народний фронт». Посада Секретар Комітету Верховної Ради України з питань податкової та митної політики.

## Парламентська діяльність
Був одним з 59 депутатів, що підписали подання на допомогу держслужбовцям-корупціонерам, на підставі якого Конституційний суд України скасував статтю Кримінального кодексу України про незаконне збагачення, що зобов'язувала держслужбовців давати пояснення про джерела їх доходів і доходів членів їх сімей. Кримінальну відповідальність за незаконне збагачення в Україні запровадили у 2015 році. Це було однією з вимог ЄС на виконання Плану дій з візової лібералізації, а також одним із зобов'язань України перед МВФ, закріпленим меморандумом.